# Old and St Michael of Tarvit Parish Church

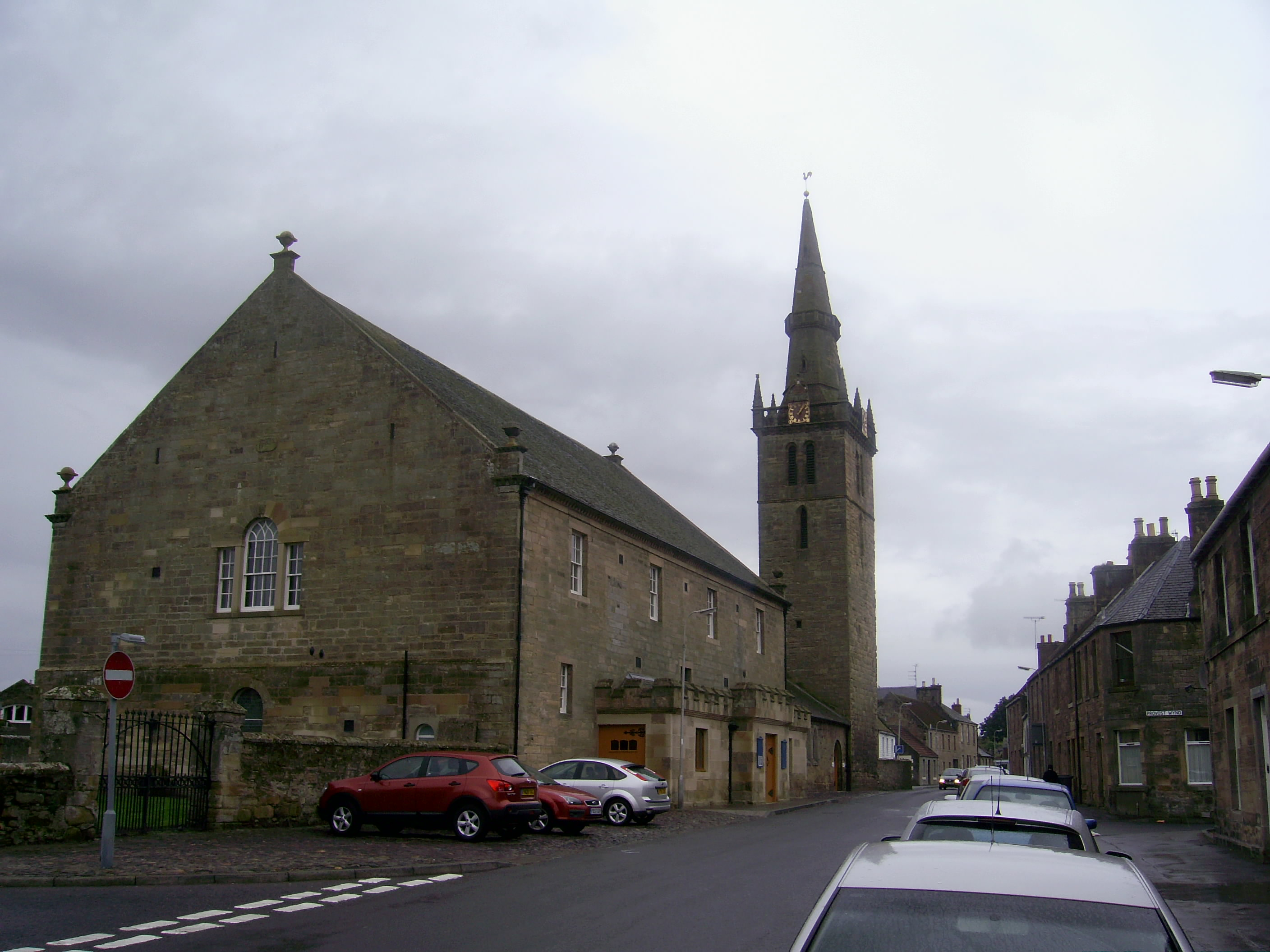
Old and St Michael of Tarvit Parish Church

Die Old and St Michael of Tarvit Parish Church ist ein Kirchengebäude der presbyterianischen Church of Scotland in der schottischen Ortschaft Cupar in der Council Area Fife. 1972 wurde das Bauwerk als Einzeldenkmal in die schottischen Denkmallisten in der höchsten Denkmalkategorie A aufgenommen.

## Geschichte
Das früheste Kirchengebäude am Standort wurde im Jahre 1415 errichtet. Es besaß einen Glockenturm an der Westseite, der im Jahre 1620 aufgestockt wurde. Zwei Jahre zuvor verschmolz der Parish mit dem benachbarten Parish St Michael of Tarvit zum Parish Old and St Michael of Tarvit. Das Kirchengebäude dient seitdem als Pfarrkirche. Mit Ausnahme des Glockenturms wurde die Kirche im Jahre 1785 abgebrochen und neu aufgebaut. 1877 wurde eine Sonntagsschule ergänzt. Im Jahre 2008 wurde das Kirchengebäude restauriert und modernisiert.

## Beschreibung
Die Old and St Michael of Tarvit Parish Church steht südwestlich des Zentrums von Cupar. Vom westlichen Abschluss des Kirchengebäudes ragt der Glockenturm auf. Er weist eine Grundfläche von 6,9 m × 5,5 m bei einer Höhe von 21 m auf. Es läuft eine Brüstung mit Renaissance-Balustern um. Der Turm schließt mit einem 13 m hohen spitzen Helm. Der Turm schließt an ein drei Achsen weites Fragment des ursprünglichen Kirchengebäudes an.